# Sieło imieni Kosta Chietagurowa
Sieło imieni Kosta Chietagurowa (ros. Село имени Коста Хетагурова) – wieś w Rosji, w Karaczajo-Czerkiesji, w rejonie karaczajewskim. W 2010 liczyła 2757 mieszkańców.